# Otto Feussner
Otto Feussner (* 12. August  1890 in Berlin; † 25. Juli  1934 in Hanau) war ein deutscher Physiker.
Sein Vater war Karl Feußner.
Studium in Marburg, u. a. bei F. F. Martens.
Für sein Forschungsprogramm hatte ihm Wilhelm Heinrich Heraeus zum 1. Januar 1927 eine neue, eigenständige Abteilung, das Metallkundliche Laboratorium, eingerichtet, das speziell der Erforschung neuer Edelmetall-Legierungen diente.
Er entwickelte einen mechanisch gesteuerten Funkenerzeuger als Lichtquelle für Spektralanalysen. Er hat in den Entladungskreis eines Funkenerzeugers, in dem sich ein Kondensator über die Analysenfunkenstrecke entlädt, einen rotierenden Unterbrecher eingeführt.
1933 entwickelte er für Thermoelemente eine erste Legierung aus Iridium mit Ruthenium.
Er verstarb am 25. Juli 1934 einige Tage nach einem Brand in der Hochfrequenzanlage infolge eingeatmeter giftiger Dämpfe.

## Veröffentlichungen
- Über die Veränderung des Temperaturkoeffizienten von reinem Platin bei mechanischer Beanspruchung. In: Zeitschrift für Physik. Band 21, Nr. 1, 1924, S. 163–167, doi:10.1007/BF01328259
- Bohrsche Atomtheorie und elektrische Leitfähigkeit. In: Zeitschrift für Physik. Band 25, Nr. 1, 1924, S. 215–219, doi:10.1007/BF01327523
- Edelmetallthermoelemente mit hoher Thermokraft. In: Elektrot. ZS. Band 48, 1927, Nr. 16, S. 535–537.
- zusammen mit L. Müller: Ein neues Verfahren zur Bestimmung hoher Temperaturen und seine Anwendung auf verschiedene Platinlegierungen. In: Wilhelm Geibel (Hg.): Festschrift zum 70. Geburtstage von Dr. phil. Dr. ing. e. h. Wilhelm Heraeus, Hanau: G. M. Albertis Hofbuchhandlung Bruno Clauss 1930, S. 1–17.
- Neue Edelmetall-Thermoelemente für sehr hohe Temperaturen. Messungen bis zu 2000°. In: Elektrotechn. Z. Band 54, 1933, Nr. 7, S. 155–156
- Zur Durchführung der technischen Spektralanalyse. 1933
- Graphische harmonische Analyse.
- mit Hans Alterthum: Elektrische Öfen. 1936
- Die Sichtbarmachung der Gleitlinien bei Edelmetallen. In: Metallwirtsch. Band 13, 1934, Nr. 36, S. 627–628.
- Bohrsche Atomtheorie und elektrische Leitfähigkeit In: Zeitschrift für Physik. 25, 1924, S. 215–219, doi:10.1007/BF01327523.
- mit Ludwig Müller[1]: Ein neues Verfahren zur Bestimmung hoher Temperaturen und seine Anwendung auf verschiedene Platinlegierungen. In: Zeitschrift für Analytische Chemie. 82, 1930, S. 456–457, doi:10.1007/BF01362021.

## Belege
1. ↑  Ludwig Müller: Bestimmung der Schmelzpunkte von Platinlegierungen. (Dissertation, Frankfurt/M., 1930)

| Personendaten    | Personendaten      |
| ---------------- | ------------------ |
| NAME             | Feussner, Otto     |
| KURZBESCHREIBUNG | deutscher Physiker |
| GEBURTSDATUM     | 12. August 1890    |
| GEBURTSORT       | Berlin             |
| STERBEDATUM      | 25. Juli 1934      |
| STERBEORT        | Hanau              |